# Elecciones federales de México de 1928
Las elecciones federales de México de 1928 fueron las elecciones que se llevaron a cabo en México el 1 de julio de 1928. Se eligieron los siguientes cargos de elección popular: 
- Presidente de la República. Jefe de Estado y de Gobierno, electo para un periodo de seis años con posibilidad de reelección no inmediata para un periodo adicional —tras las reformas constitucionales de 1927 y 1928—. El candidato electo Álvaro Obregón, que se reelegiría por segunda ocasión; no obstante, fue asesinado el 17 de julio antes de asumir el cargo el 1 de diciembre del mismo año, por lo que el Congreso de la Unión tuvo que nombrar a Emilio Portes Gil como provisional para convocar elecciones extraordinarias.[1]

- 29 senadores. Miembros de la cámara alta del Congreso de la Unión para integrar la XXXIII Legislatura. Un senador elegido de manera directa por cada estado de la República y el Distrito Federal para un periodo de dos años con posibilidad de reelección inmediata.

- 281 diputados federales. Miembros de la cámara baja del Congreso de la Unión para integrar la XXXIII Legislatura. Un diputado elegido por mayoría relativa en cada distrito para un periodo de dos años con posibilidad de reelección inmediata.

## Proceso electoral
El 1 de octubre de 1927, se realizó un intento de golpe de Estado en la capital orquestado por miembros del ejército contrarios a la reelección de Obregón. Francisco R. Serrano fue detenido en Cuernavaca el 2 de octubre y al trasladarlo a la Ciudad de México fue asesinado en Huitzilac al día siguiente; y Arnulfo R. Gómez fue perseguido por el ejército hasta que fue apresado el 4 de noviembre de 1927, procesado por un juicio sumario y fusilado al amanecer del 5 de noviembre en Teocelo. Por lo anterior, Álvaro Obregón fue el único candidato que llegó a la elección de 1928 y obtuvo el 100% de los votos.

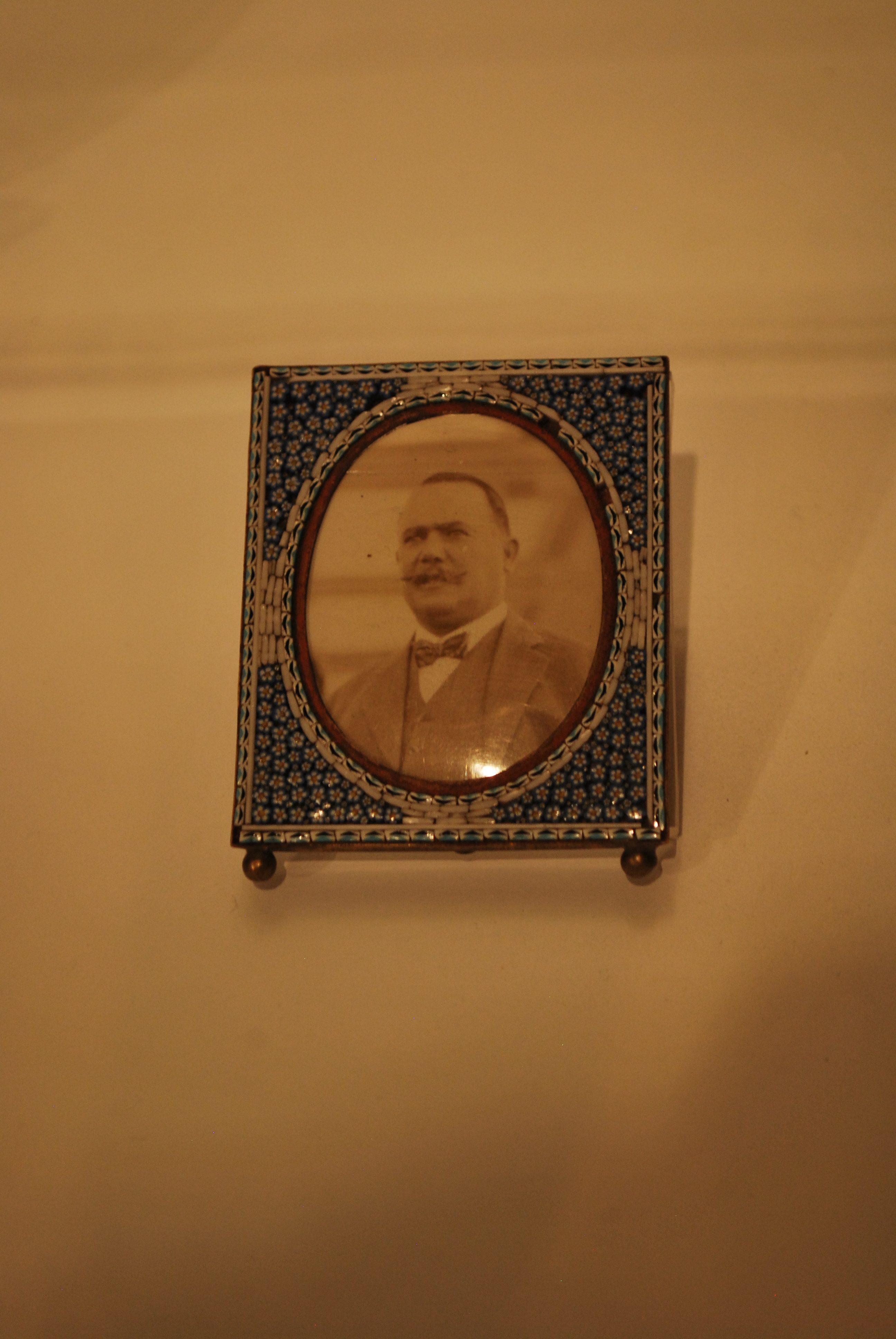
Un objeto de la campaña de Obregón.
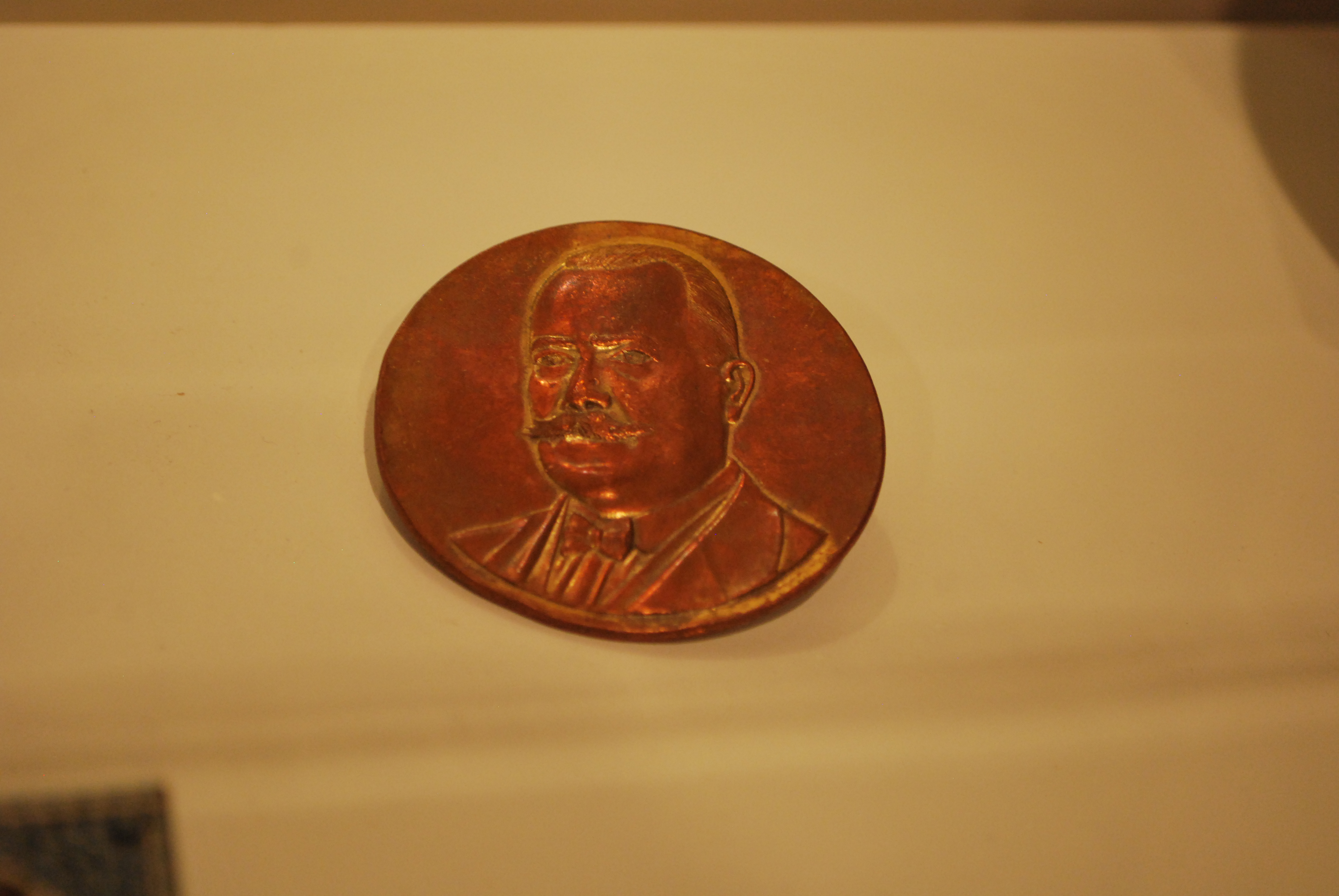
Objeto de la campaña de Obregón.

## Resultados electorales
|  | 100.0 % |

|  | 0.0 % |

|  | 0.0 % |

|  | 100.0 % |

| Predecesor: Elección presidencial de 1924 | Elección presidencial 1928 | Sucesor: Elección presidencial extraordinaria de 1929 |